# Mattias Käit
Mattias Käit, né le 29 juin 1998 à Tallinn, est un footballeur international estonien. Il évolue au poste de milieu offensif au FC Thoune.

## Carrière

### En club
Le 31 janvier 2018, il est prêté à Ross County.
Le 16 juin 2019, il s'engage pour trois saisons avec le club slovène du NK Domžale. 

### International
Mattias Käit honore sa première sélection le 6 janvier 2016 lors d'un match amical contre la Suède.